# شوکت رحمانوف
1. ↑  "UFC-мен келісімшартқа отырған алғашқы қазақстандық: Шавкат Рахмоновтың 17 кездесуіне шолу". Azattyq-ruhy.kz (به قزاقی). 2023-03-09. Retrieved 2025-02-06.
2. ↑  "Stats | UFC". ufcstats.com.
3. 1 2  Brian Knapp (February 3, 2022). "5 Things You Might Not Know About Shavkat Rakhmonov". Sherdog.com.
4. ↑  Nik Lentz [@niklentz] (ژوئن ۲۶, ۲۰۲۱). «Victory!!! Coach Carny 2-0 in #UFC!! It's amazing to work with such talent. The first of many victories with @sanfordmma @shavkatrakhmonov94!!!» – به واسطهٔ اینستاگرام.
5. 1 2  "Shavkat Rakhmonov | UFC". UFC.com. 14 August 2019. Retrieved February 12, 2022.

شوکت بختیبایویچ رحمانوف (قزاقی: Шавкат Бақтыбайұлы Рахмонов، [ʂɑfˈkɑt bɑqtʰɯˈbɑjo̙ɫɯ rɑhˈmonɯf] متولد ۲۳ اکتبر ۱۹۹۴) یک رزمی‌کار حرفه‌ای ترکیبی قزاق است. او در حال حاضر در بخش میان‌وزن مسابقات قهرمانی مبارزه نهایی (UFC) رقابت می‌کند. رحمانوف که از سال ۲۰۱۴ به صورت حرفه‌ای فعالیت می‌کند، قهرمان سابق وزن متوسط جهانی M-1 نیز هست. در ۱۳ مه ۲۰۲۵، او در رتبه‌بندی میان‌وزن‌های UFC در رتبه سوم قرار دارد.

## پیشینه
رحمانوف در ۲۳ اکتبر ۱۹۹۴ در شهر شورچی ازبکستان در یک خانواده قزاق متولد شد. پدر او قزاق از طایفه آلتینبای و مادرش قزاق از قبیله کونیرات است. رحمانوف از طایفه آلتینبای از قبیله آلیمولی از قبیله ژوز کوچک است. 